# Холидей, Генри
Генри Холидей (англ. Henry Holiday, 17 июня 1839 года — 15 апреля 1927 года) — британский художник викторианской эпохи, писавший жанровые картины и пейзажи, дизайнер витражей, иллюстратор и скульптор, последователь художественной школы прерафаэлитов.

## Биография

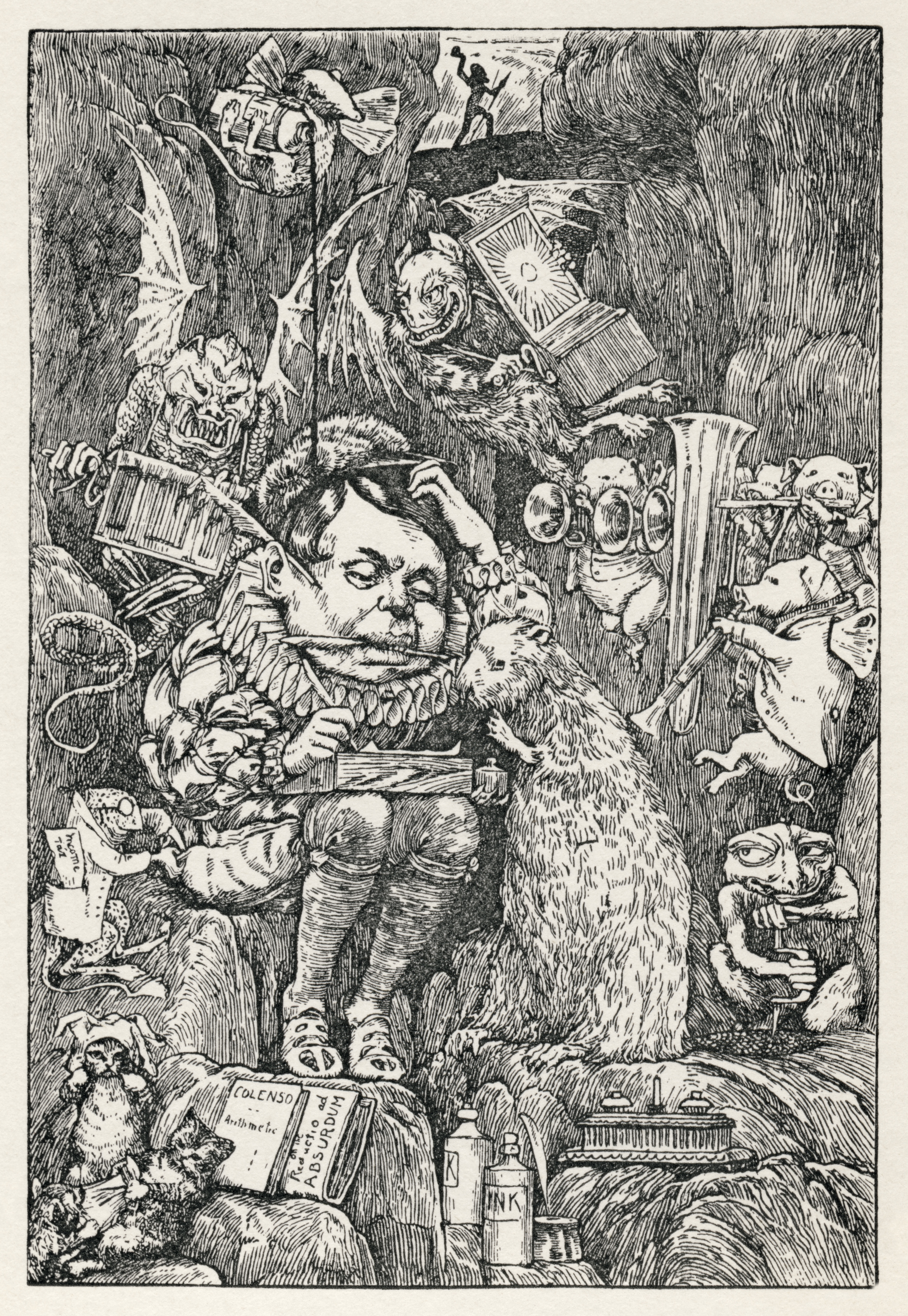
Иллюстрация из книги «Охота на Снарка»

Генри Холидэй родился в Лондоне в 1839 году. С раннего возраста он показал способности к искусству и получил образование у Уильяма Кейва Томаса. Он учился в школе искусств Хетерли (вместе с другим художником Фредериком Уокером), и в 1855 году, в возрасте 15 лет, поступил в Королевскую Академию художеств.
Благодаря своей дружбе с Альбертом Муром и Симеоном Соломоном, он был представлен художникам Россетти, Бёрн-Джонсу и Уильяму Моррису из Братства прерафаэлитов. Это имело ключевое значение для его будущей художественной и политической жизни.

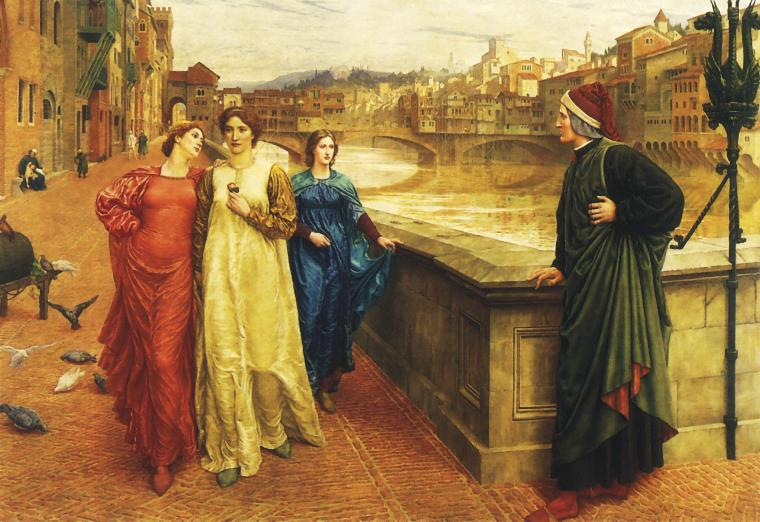
«Данте и Беатриче»

Холидэй писал картины как маслом, так и акварелью. В 1858 году, его первая картина, выполненная в стиле пейзажной живописи, была выставлена в Королевской академии и сразу же была продана. После этого его картины стали часто выставляться в Королевской Академии и на других выставках.
Холидэй провел много времени в студии Эдварда Бёрн-Джонса, где группы художников встречались для обсуждения картин и обмена идеями. Влиянием Бёрн-Джонса можно увидеть в многих работах Холидэя.
В 1861 году, Холидэй начинает работу по дизайну окрашенного стекла для стекольного завода Пауэлла. За время своей работы на стекольный завод Пауэлла, он выполнил более 300 работ, в основном для клиентов из США. Он покинул завод Пауэлла в 1891 году, чтобы создать свой собственный стекольный завод в Хэмпстеде по производству витражей, мозаики, эмали и религиозных картин.
В октябре 1864 года, Генри Холидэй женился на Кейт Равен и они переехали в район Байсватер в Лондоне. Его жена была талантливой вышивальщицей и работала на компанию «Моррис и Ко». У них была одна дочь Уинифред.
В январе 1874 года, Холидэй по заказу Льюиса Кэрролла написал иллюстрации к книге «Охота на Снарка». Они с Кэрролом оставались друзьями на протяжении всей жизни Холидэя.
Холидэй придерживался социалистических взглядов на протяжении всей своей жизни и, вместе с женой Кейт и дочерью Уинифрид, поддерживал суфражистское движение.
Генри Холидэй умер 15 апреля 1927 года, через два года после смерти его жены Кейт. Его племянник, Гилберт Холидэй (1879—1937), сын сэра Фредерика Холидэя, также был известным художником.

## Список картин
- «Данте и Беатриче» (1883)